# Giovanni Azzurri
Giovanni Azzurri (Roma, 1792 – Roma, 1858) è stato un architetto italiano.

## Biografia
Allievo di Raffaele Stern, divenne professore all'Accademia di Belle Arti ed esercitò l'attività di architetto e decoratore. Fu maestro del nipote Francesco Azzurri e architetto della famiglia Barberini, per i quali restaurò il Mosaico del Nilo nel Palazzo Colonna Barberini a Palestrina, ora Museo Nazionale Archeologico.

## Opere a Roma
Il Serbatoio dell'Accademia dell'Arcadia (Bosco Parrasio) (1838)

## Opere fuori Roma
- Palazzo Guglielmi a Civitavecchia
- Restauro del Mosaico del Nilo nel Palazzo Colonna Barberini a Palestrina (1853 – 1855)